# Lyonesse
Lyonesse – kraina z legend o królu Arturze oraz Tristanie i Izoldzie. Miała graniczyć z Kornwalią. Z Lyonesse miał wywodzić się Tristan, syn króla. Według legendy miał on odziedziczyć Lyonesse i zostać jej królem. Nigdy do tego nie doszło, gdyż kraina zatonęła. Według tradycji znajduje się w pobliżu Land’s End i wysp Scilly, w okolicach Seven Stones. Według innych źródeł Lyonesse łączy się ze Szkocją, a zwłaszcza regionem Lothian.
Lyonesse jest brytyjskim odpowiednikiem Atlantydy, niekiedy bywa z nią utożsamiana.